# Stian Sivertzen
Stian Sivertzen (* 28. März 1989 in Kongsberg) ist ein ehemaliger norwegischer Snowboarder.
Der Student nahm bereits seit 1998 an Snowboard-Wettkämpfen teil, doch erst 2003, als er neben der Teilnahme am ersten internationalen Wettbewerb auch noch die Aufnahme ins Juniorenaufgebot der norwegischen Snowboardnationalmannschaft erreichen konnte, gelang ihm der Durchbruch. Ein Jahr später mussten jedoch wegen schlechter Wirtschaftslage einige Snowboarder das Juniorenteam verlassen, auch Sivertzen.
Zum Ende der Saison 2006/07 gelang Sivertzen nach guten Ergebnissen in seinen ersten FIS-Rennen der Sprung in das Seniorenteam, für das er bei den Weltmeisterschaften 2007 und bei drei Weltcuprennen in seiner Spezialdisziplin Snowboardcross an den Start ging. Während er bei der Weltmeisterschaft nicht über den 31. Rang hinauskam, erreichte er bereits in seinem dritten Weltcup den fünften Platz. Im April 2007 wurde Sivertzen zudem noch Juniorenweltmeister und nach der Saison als Rookie of the year ausgezeichnet.
Auch in der Saison 2007/08 nahm Sivertzen am Weltcup teil und gewann das erste Weltcuprennen im Valle Nevado. Nur drei Tage später wiederholte er dort seine Podiumsplatzierung und wurde Zweiter. Insgesamt gelang ihm in jener Saison mit einem Weltcupsieg und zwei zweiten Plätzen der zweite Platz im Snowboardcross- und der achte im Gesamtweltcup. Seinen Juniorenweltmeistertitel konnte er als Neunter allerdings nicht verteidigen.
In die Saison 2008/09 startete Sivertzen erneut erfolgreich mit einem zweiten Rang. Bei der Snowboard-Weltmeisterschaft 2009 in Gangwon kam er auf den 10. Rang. Bei seiner ersten Olympiateilnahme 2010 in Vancouver erreichte er den 26. Platz im Snowboardcross. Im März 2012 holte er in Valmalenco seinen zweiten Weltcupsieg. Bronze gewann er bei der Snowboard-Weltmeisterschaft 2013 im Stoneham. Bei den Olympischen Winterspielen 2014 in Sotschi kam er auf den fünften Platz.

## Weltcuperfolge
- 26. September 2007 in  Valle Nevado
- 14. März 2012 in  Valmalenco